# 西田一成
西田 一成（にしだ かずなり、1938年4月16日 - ）は、日本の実業家。松下電工代表取締役社長や、同社取締役会議長、パナソニック名誉役員を務めた。

## 経歴・人物
岐阜県出身。1962年一橋大学商学部卒業、松下電工入社。1972年朝日電器経理部長。1984年松下電工インテリア照明事業部電器営業企画部長。1989年中部電器営業部長。1995年松下電工経理部長。1996年松下電工取締役経理部長。1998年松下電工常務取締役。2000年から松下電工代表取締役社長を務め、クボタとの住宅外装事業の統合を行うなどした。2003年松下電工取締役会議長。2008年パナソニック名誉役員。